# Fykologi

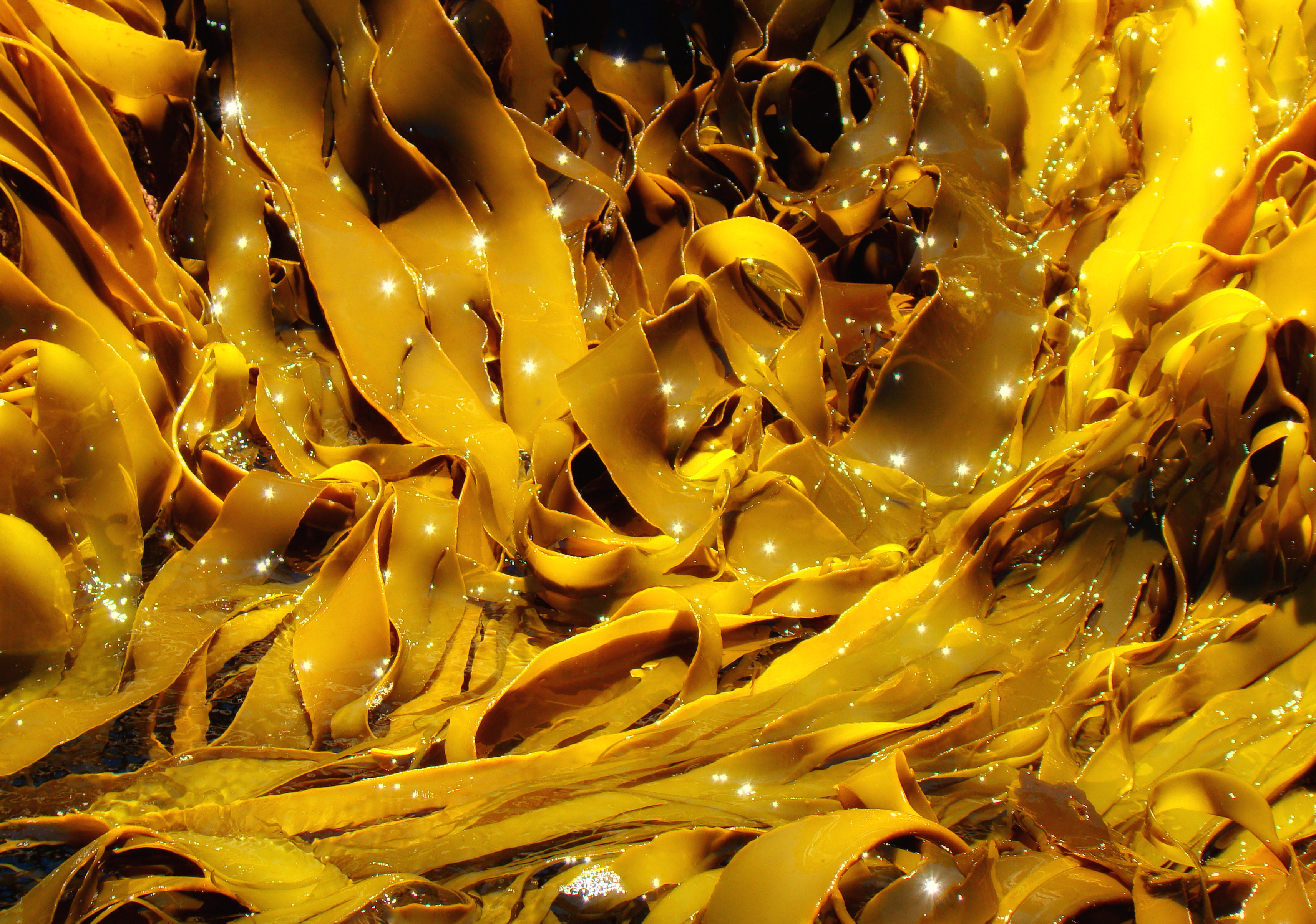
Kelp-bestånd vid Hazards Bay, Freycinet nationalpark, på Tasmaniens östkust i Australien.

Fykologi, eller fukologi, av grekiska phykos, “sjögräs” och logia, “lära”, är läran om alger. Fykologin är en gren av vetenskapen som ofta ses som en underdisciplin till botaniken.
Algerna är viktiga primärproducenter och är eukaryota organismer som utvinner energi ur ljus genom fotosyntes, lever vanligen i vatten och är inte fanerogamer. De flesta alger använder klorofyll för fotosyntesen. De är släktskapsmässigt (fylogenetiskt) vitt åtskilda och alltså inte en taxonomisk grupp. Till algerna räknas många olika organismer, från mycket små och enkla encelliga till stora och komplexa flercelliga organismer, till exempel brunalger som kan bli 60 meter långa och väga 300 kg.
Fykologin innefattar även studiet av prokaryota organismer, cyanobakterier, som förr felaktigt kallades ”blågröna alger”. Ett antal mikroskopiska alger är symbionter i lavar och räknas också till fykologins område.
En person utbildad inom området fykologi kallas algolog eller (mindre vanligt) fykolog.